# Lindau (Gemeinde Raabs)
Lindau (ⓘ) ist eine Ortschaft und eine Katastralgemeinde der Stadtgemeinde Raabs an der Thaya im Bezirk Waidhofen an der Thaya im niederösterreichischen Waldviertel mit 53 Einwohnern (Stand 1. Jänner 2025). Die Einwohner von Lindau werden Lindigene genannt.

## Geografie
Das Dorf links des Seebsbaches ist über die Landesstraße L8053 erreichbar, die aus der L52 abzweigt. Die Gehöfte gruppieren sich um einen großzügigen Anger, der über einen Zubringer in den Seebsbach entwässert. Am 1. April 2020 umfasste die Ortschaft 28 Adressen.

## Geschichte
Mit „Rapot de Linda“, der mehrmals als Zeuge auftrat, wurde im Jahr 1204 auch der Ort erstmals erwähnt; der Ortsname geht wohl auf die Linde zurück. Lundau wurde ursprünglich mit zwölf Hofstellen angelegt.
Nach 1785 errichteten Tagelöhner, Bergleute und Bandlkramer am südwestlichen Ortsrand mehrere kleine Häuser.
Im Jahr 1822 wurde der Ort als Dorf mit 28 Häusern genannt, das nach Raabs eingepfarrt war, wohin auch die Kinder eingeschult wurden. Die Herrschaft Raabs besaß die Ortsobrigkeit, übte die Landgerichtsbarkeit aus und besorgte die Konskription. Die Untertanen und Grundholde des Ortes gehörten der Herrschaft und der Pfarre Raabs sowie der Herrschaft Weinern. Um 1850 konstituierte sich der Ort zusammen mit Oberndorf zur Gemeinde Oberndorf bei Raabs. Laut Adressbuch von Österreich waren im Jahr 1938 in Lindau ein Dachdecker, ein Schneider, eine Schneiderin und mehrere Landwirte ansässig. Im Zuge der Niederösterreichischen Kommunalstrukturverbesserung trat die damalige Gemeinde Oberndorf bei Raabs per 1. Jänner 1970 der Stadtgemeinde Raabs an der Thaya bei.

## Siedlungsentwicklung
Zum Jahreswechsel 1979/1980 befanden sich in der Katastralgemeinde Lindau insgesamt 50 Bauflächen mit 21.108 m² und 48 Gärten auf 22.191 m², 1989/1990 gab es 50 Bauflächen. 1999/2000 war die Zahl der Bauflächen auf 80 angewachsen und 2009/2010 bestanden 65 Gebäude auf 140 Bauflächen.

## Bodennutzung
Die Katastralgemeinde ist landwirtschaftlich geprägt. 261 Hektar wurden zum Jahreswechsel 1979/1980 landwirtschaftlich genutzt und 92 Hektar waren forstwirtschaftlich geführte Waldflächen. 1999/2000 wurde auf 255 Hektar Landwirtschaft betrieben und 100 Hektar waren als forstwirtschaftlich genutzte Flächen ausgewiesen. Ende 2018 waren 252 Hektar als landwirtschaftliche Flächen genutzt und Forstwirtschaft wurde auf 102 Hektar betrieben. Die durchschnittliche Bodenklimazahl von Lindau beträgt 40,9 (Stand 2010).

## Geologie
Im Lindauer Graben wurde ab 1827 Eisenerz geschürft. Die Bergleute wohnten am südwestlichen Ortsende.

## Persönlichkeiten
- Franz Nader (1865–1947), Maurer, Redakteur und Gewerkschafter